# Țibana
Țibana è un comune della Romania di 7 649 abitanti, ubicato nel distretto di Iași, nella regione storica della Moldavia.
Il comune è formato dall'unione di 10 villaggi: Alexeni, Domnița, Gârbești, Moara Ciornei, Oproaia, Poiana Mănăstirii, Poiana de Sus, Runcu, Țibana, Vadu Vejei.